# Johann Joseph Abert
Johann Joseph Abert, psáno též Johann Josef Abert nebo počeštěně Jan Josef Abert, (20. září 1832, Kochovice – 1. dubna 1915, Stuttgart) byl německý hudební skladatel, dirigent a kontrabasista pocházející z Čech a působící zejména ve Stuttgartu.

## Život
Pocházel ze zednické rodiny. Komponovat začal již ve věku 11 let. V letech 1846–1852 studoval na Pražské konzervatoři hru na kontrabas u Josefa Hraběte a hudební teorii u Jana Bedřicha Kittla a Augusta Wilhelma Ambrose. Jeho absolventská práce, Symfonie h moll (4. 4. 1852), sklidila v Praze značný ohlas. Na doporučení zpěváka Jana Píška, v té době angažovaného u stuttgartského divadla, si jí povšiml rovněž uznávaný skladatel a dirigent Peter Joseph von Lindpaintner a roku 1853 mu nabídl angažmá na místo kontrabasisty v královské dvorské kapele ve Stuttgartu, kde byl Lindpaintner kapelníkem. Tam se dostal do kontaktu s švábským okruhem básníků (Eduard Mörike, Ludwig Uhland, Justinus Kerner). Zde se brzy stal úspěšným skladatelem, jehož díla, zahrnující několik oper a symfonií, byla ve své době značně oceňována. V roce 1859 se oženil s Amalií Wilhelminou Marquardtovou, dcerou stuttgartského hoteliéra. Roku 1867 se stal dvorním kapelníkem stuttgartské opery (po Carlu Antonu Eckertsovi), jímž byl až roku 1888, kdy odešel ze zdravotních důvodů na odpočinek.
Vedle jeho sedmi symfonií (zejména Columba z roku 1864) získaly největší oblibu jeho opery. Anna z Landskronu (1858) ještě patří k německému pozdnímu romantismu. Po jejím úspěchu podnikl na radu pařížského vydavatele Schlesingera cestu do Nizozemí, Anglie a zejména do Paříže (1860), kde se setkal mj. s Rossinim a Wagnerem. Nejvíce však na něj v Paříži zapůsobila meyerbeerovská velká opera. Jeho další opery počínaje Králem Enziem (1862) jsou orientovány v tomto duchu, na rozdíl od většiny jeho současníků bez vlivu wagnerovského hudebního dramatu. Z nich největšího úspěchu i v zahraničí dosáhla opera Astorga (1866).
I v průběhu svého působení ve Stuttgartu udržoval kontakty s Prahou, vystupoval na příležitostných koncertech (roku 1858 dirigoval svou Oslavnou předehru na oslavách 50. výročí založeníPražské konzervatoře) a jeho skladby zde byly často uváděny. Bedřich Smetana uvedl Abertovu symfonii Columbus na koncertu Umělecké besedy již roku 1864, ve kterém měla premiéru. Opera Anna z Landskronu má námět z české historie a byla v Praze známa, ale první velký úspěch zaznamenala až opera Astorga. Po nastudování ve Stavovském divadle 5. prosince 1866 jej uvedlo i brněnské divadlo 1. února 1873 a v českém překladu i Prozatímní divadlo 17. října 1876. Stavovské divadlo uvedlo v roce 1876 i Enzia z Hohenštaufenu, úspěch se však neopakoval. Z opery Ekkehard byly v Praze předvedeny jen ukázky během koncertu na Žofíně 6. května 1883.
Jen poměrně málo z jeho děl bylo za jeho života vydáno (z oper pouze Astorga). Jeho hudební odkaz se nachází ve Württemberské zemské knihovně (Württembergische Landesbibliothek) ve Stuttgartu a zčásti též v Německém literárním archivu (Deutsches Literaturarchiv) v Marbachu, některá díla rovněž v Českém muzeu hudby. V posledních letech se oživuje zájem o J. J. Aberta dílo a četná jeho díla, mj. symfonie Columbus, dva koncerty pro kontrabas, předehry, jeho smyčcový kvartet, klavírní skladby, písně a jeho mše byly koncertně provedeny v Německu, Rakousku, České republice a Spojených státech a byly zčásti vysílány televizí a rozhlasem.
Jeho syn Hermann Abert (1871–1927) byl profesorem hudební vědy v Halle, Lipsku a Berlíně. Věnoval se zejména dějinám opery, Jommellimu, Gluckovi a zejména Mozartovi, jehož monografie z let 1919/1921 měla zakladatelský význam a je dosud oceňována. Hermannova dcera Anna Amalie Abertová (1906–1996) byla rovněž významnou muzikoložkou; působila jako profesorka v Kielu a vydala mj. Geschichte der Oper (Dějiny opery, 1994).
Autobiografii skladatelova bratra Wenzela Alberta (1842–1915) Musikantenblut vydalo pražské nakladatelství Vitalis (ISBN 3-89919-023-8).
Vybraná díla J. J. Aberta v současnosti vydává Laurentius Musikverlag.

## Dílo (výběr)

### Opery
- Anna z Landskronu (Anna von Landskron). Historicko-romantická opera o 4 dějstvích. Libreto: Christian Gottfried Nehrlich (22. dubna 1802 Ruhland, Horní Lužice – 8. ledna 1868, Berlín). Premiéra: 12. prosince 1858, Stuttgart, Hoftheater
- Král Enzio (König Enzio). Opera o 4 dějstvích. Libreto: Friedrich Albert Bernhard Dulk. Premiéra: 4. května 1862, Stuttgart, Hoftheater
  - Přepracované znění: Enzio von Hohenstaufen. Premiéra: 11. dubna 1875 Stuttgart, Hoftheater
- Astorga. Velká romantická opera s baletem o 3 dějstvích. Libreto: Ernst Pasqué (podle epizod ze života skladatele Emanuela d’Astorgy, 1680–1755/57). Premiéra: 27. května 1866, Stuttgart, Hoftheater. Německá premiéra roku 1866 v Lipsku; poté uvedeno v řadě divadel, mj. roku 1866 v Praze, roku 1870 ve Vídni (Carltheater), roku 1876 v Brně a v Basileji a roku 1888 v Poznani
- Ekkehard. Velká opera o 5 dějstvích. Libreto: skladatel podle románu Josepha Victora von Scheffela o Ekkehardovi ze St. Gallenu. Premiéra: 11. října 1878, Berlín, Hofoper
- Almohadové (Die Almohaden). Opera o 4 dějstvích. Libreto: A. Kröner pole románu Juana Paloua y Coll La campana de la Almudaina. Premiéra: 13. dubna 1890, Lipsko

### Ostatní vokální hudba
- Mše Es dur
- Mužské sbory (mj. Die Zufriedenen na slova Ludwiga Uhlanda)
- Písně, mj. Liebesmahnung a Trennungsschmerz (slova Justinus Kerner), Dort ist so tiefer Schatten (slova Joseph von Eichendorff), Kalt und schneidend weht der Wind (slova Hermann Lingg), Süße, liebliche Gestalt (slova August Silberstein) Auf geheimem Waldespfade (slova Nikolaus Lenau), Wiegenlied, Wandern a Des Glasers Töchterlein (slova Albert Träger)

### Symfonie
- Symfonie č. 1 h moll, 1852
- Symfonie č. 2 c moll, 1854
- Symfonie č. 3 A dur, 1856
- Programní symfonie (č. 4) D dur Columbus ("Musikalisches Seegemälde in Form einer Sinfonie"), Op. 31, 1864
- Symfonie č. 5 c moll, 1870
- Symfonie č. 6 d moll, Lyrická (Lyrische Sinfonie), 1890
- Symfonie č. 7 C Dur, Jarní (Frühlingssinfonie), 1894

### Koncerty pro kontrabas
- Polonéza a introdukce D dur pro kontrabas a orchestr, 1848
- Variace a rondo C dur pro kontrabas a orchestr, 1849
- Introdukce a polonéza C durpro kontrabas a orchestr, 1849
- Concertino F dur pro kontrabas a orchestr, 1851
- Rondo pro kontrabas a orchestr, 1852

### Ostatní orchestrální hudba
- Předehra E dur pro velký orchestr, 1850
- Předehra d moll pro velký orchestr, 1852
- Oslavná předehra pro velký orchestr, věnovaná císaři Františku Josefovi, 1855
- Smuteční pochod, 1866, věnovaný vojákům padlým v prusko-rakouské válce
- Slavnostní předehra D dur, 1874, při příležitosti sňatku Věry Konstantinovny Romanovové, adoptivní dcery krále Karla I., s vévodou Eugenem Württemberským
- Koncertní předehra
- Oslavný pochod k 25. výročí vlády krále Karla I., 1889
- Slavnostní pochod k výročí hulánského pluku královny Olgy Württemberské, 1883

### Komorní hudba
- Smyčcový kvartet A dur, 1862, věnovaný Carlu Antonu Eckertsovi
- Klavírní skladby (mj. smuteční pochod, Chant de la gondolière)
- Varhanní skladby

## Nahrávky
- 1995 Symfonie Columbus, Koncert pro konrtrabas, variace pro kontrabas. Kontrabas: Thomas Lom, Filharmonii Bohuslava Martinů (Zlín) diriguje Werner Stiefel (Bayer Records (BR 100 160))
- 1999 Písně J. J. Aberta zastoupeny na CD Deutsche Lieder aus Böhmen (vydal Sudetendeutsches Musikinstitut Regensburg)
- 1999 Sbor J. J. Aberta zastoupen na CD Jauchzet dem Herrn, alle Welt!, které sudetoněmecký sbor Moravia Cantat nahrál v klášteře Oseku.
- 2000 Opera Ekkehard, Capriccio / Delta Records. Zpívají Jonas Kaufmann, Nyla van Ingen, Susanne Kelling, Henryk Böhm, Jörg Hempel, Alfred Reiter, Christian Berhaher, Mihoko Fujimura, SWR Runfunkorchester Kaiserslautern diriguje Peter Falk
- 2002 Klavírní recitál Florian Uhlig: Venezia obsahuje Abertův Chant de la gondolière (Black Box)
- 2007 CD Musik aus Stuttgart: Kammermusik und Lieder von Ludwig Schuncke und Johann-Joseph Abert  - 7 písní (zpěv Roswitha Sicca, Martin Nagy, Thomas Pfeiffer, klavírní doprovod Ljiljana Borota, Joachim Draheim) a smyčcový kvartet A dur (Abert-Quartett Stuttgart)
- 2010 Variace pro kontrabas na CD Stuttgart Compositions, Stuttgarter Kamerorchester diriguje Michael Hofstetter (Hänssler Classics)